# Fontanelle, Iowa
Fontanelle är en ort i Adair County i delstaten Iowa, USA.